# 特內里費體育會
特內里費體育會（Club Deportivo Tenerife, S.A.D.）是一家西班牙的足球俱樂部。主場位於加那利群島上的城市聖克魯斯-德特內里費。球隊曾四次升級到西班牙足球甲級聯賽作賽，最近一次是2009-10年。球隊與拉斯帕尔马斯的比賽被稱爲加那利群島德比。
俱樂部成立於1922年。在1996/97年賽季歐洲聯盟杯上，特內里費曾經打入過四強。而在1991/92年賽季西甲的最後一輪比賽中，特內里費以3-2擊敗皇家馬德里，使得巴塞羅拿得以奪得該賽季的西甲冠軍。

## 著名球員
- （Robert Enke）
- （Oliver Neuville）
- （Roy Makaay）
- 約瑟·尤保(Joseph Yobo)
- Albert Ferrer
- 阿尔瓦罗·冈萨雷斯·索韦龙（Álvaro González）

## 外部連結
- 特內里費官方網站 （页面存档备份，存于）（西班牙文）